# Famiglia Cristiana
Famiglia Cristiana est un hebdomadaire italien d'inspiration catholique, fondé en décembre 1931 par le père Giacomo Alberione.

## Description
Le père Alberione soutenait que la « nouvelle frontière » de l'évangélisation devait être constituée par les médias modernes.

« Famiglia Cristiana non dovrà parlare di religione cristiana ma di tutto cristianamente » (Famiglia Cristiana ne devra pas parler de religion chrétienne mais de tout, de façon chrétienne) »

— Giacomo Alberione
L'hebdomadaire italien est adapté en France en 1978 sous le nom Famille chrétienne.